# Tipula radha
Tipula radha är en tvåvingeart som beskrevs av Alexander 1952. Tipula radha ingår i släktet Tipula och familjen storharkrankar. Inga underarter finns listade i Catalogue of Life.